# Lars Saabye Christensen
Lars Saabye Christensen (Oslo, 21 de septiembre de 1953) es un escritor danés y noruego. 
Está considerado como uno de los mejores escritores de su país natal, siendo un autor prolífico en novelas, relatos y poesía. Al momento de publicar la última novela que fue traducida al español (Modelo - 2005), llevaba escritos más de una docena de relatos de ese género, 4 nouvelles, 17 libros de poesía y varios guiones de cine. Sus obras más afamadas son  Beatles (1984), Herman (1988), premio de la crítica en Noruega y adaptada al cine en 1990 por Erik Gustavson y El hermanastro, superventas que le valió su consolidación dentro del mercado internacional publicándose en 25 países y alcanzando el más prestigioso premio de la literatura escandinava, el Premio de Literatura del Consejo Nórdico.
En las pocas y breves entrevistas que Saabye Christensen ha otorgado, fundamentalmente a diarios de su país, se muestra como un hombre tímido pero cordial, que se sintió “de golpe viejo” después del éxito mundial de El hermanastro (2001), que tuvo una tirada de 300.000 ejemplares en su país y fue traducida a 21 idiomas.
Casi no sale de Oslo y sostiene que los viajes para la presentación de “El hermanastro” en España y Australia le resultaron “un gran test” para encontrarse con otros idiomas y culturas. En realidad, este artista, colma su cuota de contacto con el público con su otra gran pasión, además de la escritura: la música. Saabye Christensen, ha escrito varias canciones para el cantante de blues noruego Kare Virud, ha intervenido en sus presentaciones recitándolas y su voz aparece en uno de los discos del músico, llamado “La cicatriz azul”.